# Costa de Coromandel

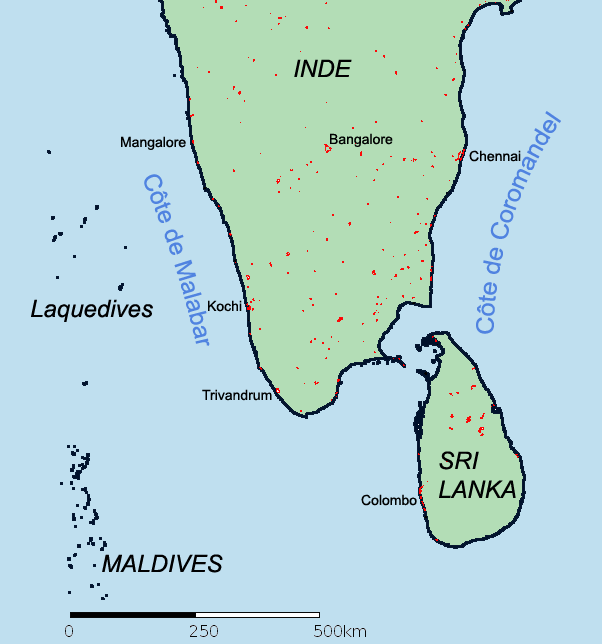
La Costa de Coromandel, ubicada en el sudeste de la India.

Costa de Coromandel es el nombre dado a la franja marítima de Tamil Nadu, en sudeste de la India, bañada por el océano Índico. 
Históricamente la costa de Coromandel se refiere al tramo de costa desde Point Calimere (Kodikkarai), vecino al delta del río Kaveri, hasta la desembocadura del río Krishná.

## Etimología
El país donde gobernó la dinastía Chola se llamó Cholamandalam (en idioma tamil, El reino de los Cholas), del que deriva Coromandel. Otras investigaciones confirman que la costa a lo largo del territorio de los Chola se llamó Cholamandalam, que los europeos transformaron en Coromandel. En esta misma línea, en la obra The Periplus of the Erythræan Sea de Wilfred Harvey Schoff, podemos leer como la Costa de los Chola deriva de la lengua nativa Tamil Chola-mandalam, que los portugueses pronunciaron como Coromandel.

## Historia
Esta costa, a pesar de ser frecuentada por los occidentales desde la época del Imperio romano es de navegación peligrosa, en particular en el período de los monzones del este, o sea, de octubre a diciembre.